# Gobnait
Gobnait (Gobnet, Gobnata) – żyjąca w VI wieku irlandzka święta Kościoła katolickiego. Jej wspomnienie obchodzone jest 11 lutego.
Urodziła się około VI wieku w hrabstwie Clare. Pobierała nauki na Inis Oírr pod okiem świętego Endy. Zgodnie z legendą, anioł objawił jej wówczas, że to nie jest miejsce jej spoczynku i powinna wędrować po Irlandii, aż nie odnajdzie miejsca, w którym będzie pasło się dziewięć białych jeleni. Podczas podróży założyła kościoły w Dunguin (ir. Dún Chaoin, hrabstwo Kerry) i Dungarvan (ir. Dún Garbhán, hrabstwo Waterford). Pierwsze trzy białe jelenie ujrzała w Cloudrohid (ir. Cluain Droichead, hrabstwo Cork), następnie w Ballymakeera (ir. Baile Mhic Íre) było ich sześć, aż w końcu w Ballyvourney (ir. Baile Bhuirne) jeleni było dziewięć. Tam z pomocą świętego Abbana założyła klasztor.
Uznawa jest za patronkę pszczół i pszczelarzy, chorych oraz osób pracujących z żelazem. Według podań ludowych miała zapobiec pladze w Ballyvourney, za pomocą pszczół przegnać złodzieja, wyleczyć jedną z zakonnic za pomocą miodu, a także zamienić ul w hełm z brązu oraz w dzwon. Dedykowane jej kościoły noszą nazwę Kilgobnet (ir. Cill Ghobnait).